# Верхнее Колчурино
Верхнее Колчурино (тат. Югары Колчура, чув. Тури Çӗньял) — село в Алькеевском районе Татарстана. Административный центр Верхнеколчуринского сельского поселения.

## География
Находится в южной части Татарстана на расстоянии приблизительно 17 км по прямой на юго-запад от районного центра села Базарные Матаки у речки Инча.

## История
Основано в первой половине XVIII века. Упоминалось также как Верхнее Иштубаево. В начале XX века действовала Рождественская церковь и церковно-приходская школа. Название Колчурино происходит от фамилии местного помещика по фамилии Колчурин, по его же фамилии было названо "Колчурин Темерлик" в исторических записках проживающих в Русском Тимерлике имеются Колчурин Иван 1726 г.р.. Сама фамилия Колчурин происходил от тюркского имени Колчура.

## Население
Постоянных жителей было:
в 1782 году — 146 душ мужского пола, 
в 1859 — 450, 
в 1897 — 740, 
в 1908 — 792, 
в 1920 — 1226, 
в 1926 — 1057, 
в 1938 — 572, 
в 1949 — 555, 
в 1958 — 683, 
в 1970 — 494, 
в 1979 — 359, 
в 1989 — 281, 
в 2002 — 253 (чуваши 71 %),
в 2010 — 219